# لي نيوبولد (تشيشير)
لي نيوبولد (بالإنجليزية: Lea Newbold)‏ هي أبرشية مدنية تقع في المملكة المتحدة في إنجلترا. يقدر عدد سكانها بـ 8 نسمة .